# Операција Бербир
Операција Бербир је био кодни назив операције ХВ да заузму Градишку. Хрватска војска је упала у Бок Јанковац 8. аугуста 1992. али је добила тешки проту удар од ВРС па се повукла.

## Ток напада
Припадници јединице Хрватске војске „Бербир бојна” која је бројала преко 700 војника, у раним јутарњим часовима прешли су реку Саву 8. августа 1992. године, упали су у Бок Јанковац и напали српске одбрамбене положаје. Када су кренули јужно у правцу Градишке, Српске снаге су пружале отпор. После жестоке борбе и снажног отпора, напад је одбијен са 16 жртава на српској страни. Хрвати су претрпели велики губитак, па су морали да се повуку из Бок Јанковца и назад у Хрватску.
Касније је подигнут споменик погинулих бораца ВРС у Бок Јанковцима и ова битка се обилежава сваке године.